# Hohenwarte
Hohenwarte é um município da Alemanha localizado no distrito de Saalfeld-Rudolstadt, estado da Turíngia.